# Deuterogamia
Deuterogamia – jeden ze sposobów rozmnażania płciowego. Występuje u niektórych grzybów. Polega na zapłodnieniu lęgni przez jądro pochodzące  ze strzępki grzybni lub zarodnika konidialnego. Poprzedzone jest plazmogamią.